# Patvalva
Patvalva, Patfalva ili Patfalvin (mađ. Apátfalva) je selo na samom jugoistoku Mađarske.
Površine je 53,77 km četvornih.

## Zemljopisni položaj
Nalazi se na jugoistoku Mađarske, nešto sjevernije od rijeke Moriša. Magyarcsanád je istočno, Čenad u Rumunjskoj je južno preko rijeke Maroša, Makovo je sjeverozapadno. 

## Upravna organizacija
Upravno pripada makovskoj mikroregiji u Čongradskoj županiji. Poštanski je broj 6931.
1950. je godine bila spojena sa susjednim Magyarcsanadom u naselje Csánad, 1951. je godine Apátfalva promijenila službeno ime na mađarskom u Csánad, a 1954. Apátfalva je pod tim imenom izdvojena iz Csánada s još nekoliko naselja u samostalno selo Patvalvu (mađ. Apátfalva).

## Promet
Kroz Patfalvu prolazi željeznička pruga koja povezuje Makovo, Batanju i Bekescsabu u Mađarskoj te Nadlac i Arad u Rumunjskoj. Kroz Patfalvu prolazi državna cestovna prometnica br. 43.

## Stanovništvo
2001. je godine u Patfalvinu živio 3345 stanovnika, od kojih su većina Mađari, a ondje žive pripadnici romske i rumunjske manjine.
Stanovnike se naziva Patvalvac i Patvalkinjama. U Hrvata ovo je naselje ostavilo trag u prezimenima Patfalac i Patfalvinac.

## Poznate osobe
- István Herczeg, športaš, olimpijac
- József Sütő, športaš, olimpijac